# Order Ojczyzny (Białoruś)
Order Ojczyzny (biał. Ордэн Айчыны, ros. Орден Отечества) – wysokie odznaczenie (order) Białorusi.

## Historia
Order Ojczyzny został ustanowiony uchwałą Rady Najwyższej Republiki Białorusi № 3726-XII z 13 kwietnia 1995 roku. Pierwsza uroczystość nadania orderu III stopnia odbyła się 22 października 1996, II stopnia 2 listopada 2001, a I stopnia 10 listopada 2003 roku.

## Stopnie orderu
Dzieli się na trzy stopnie:
- Order Ojczyzny I stopnia – przyznawany za wielki wkład w rozwój stosunków gospodarczych, naukowych, technologicznych i kulturowych oraz rozwój więzi między Białorusią i innymi krajami,
- Order Ojczyzny II stopnia – przyznawany za odwagę i męstwo okazane w obronie państwa i interesu publicznego, zapewnienie prawa i porządku,
- Order Ojczyzny III stopnia – przyznawany za wybitne osiągnięcia w przemyśle, badaniach naukowych, społecznych, kulturowych, społecznych, humanitarnych i innych sferach działania, które skutkują poprawą warunków życia ludności i umocnienia kraju.

Najwyższą rangą odznaczenia jest order I stopnia. Order Ojczyzny jest noszony po lewej stronie klatki piersiowej, a w obecności innych orderów (z wyjątkiem Orderu Matki), w kolejności starszeństwa znajduje się przed nimi.

## Opis odznaki
Odznaką orderu są dwa nakładające się na siebie kwadraty, które tworzą ośmioramienną gwiazdę o średnicy 44 mm. W centrum gwiazdy znajduje się okrąg o średnicy 24 mm, w którym umieszczone jest godło Białorusi otoczone wieńcem z liści laurowych i dębowych. Na górze okręgu na czerwonej emalii umieszczony jest napis "АЙЧЫНА" (pol. OJCZYZNA), a na dole wskazany za pomocą cyfry rzymskiej stopień orderu. Rewers jest gładki z centralnie umieszczonym numerem orderu.
Order I stopnia jest wykonany ze srebra złoconego, II stopnia ze srebra z częściowymi złoceniami, stopnia III ze srebra.
Order noszony jest na wstążce w kolorze czerwonym, z zielonymi paskami w liczbie równej randze odznaczenia. W orderze I stopnia pas ten jest umieszczony centralnie, w orderze II stopnia na obrzeżach, a w orderze III stopnia dwa zielone pasy znajdują się po bokach, a trzeci pośrodku.